# Warborough
Warborough is een civil parish in het bestuurlijke gebied South Oxfordshire, in het Engelse graafschap Oxfordshire met 987 inwoners.

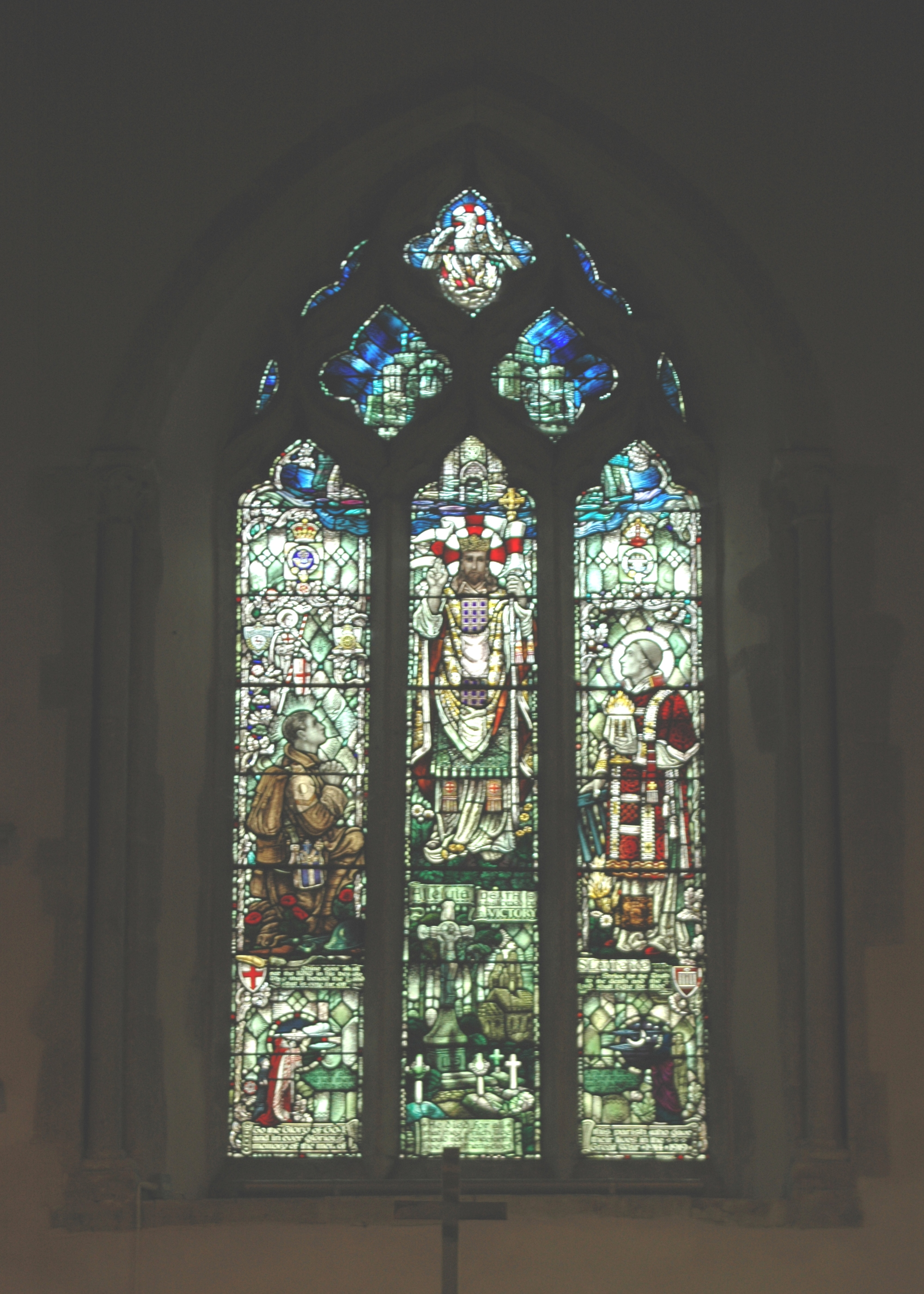
Oostelijk raam van St Laurence
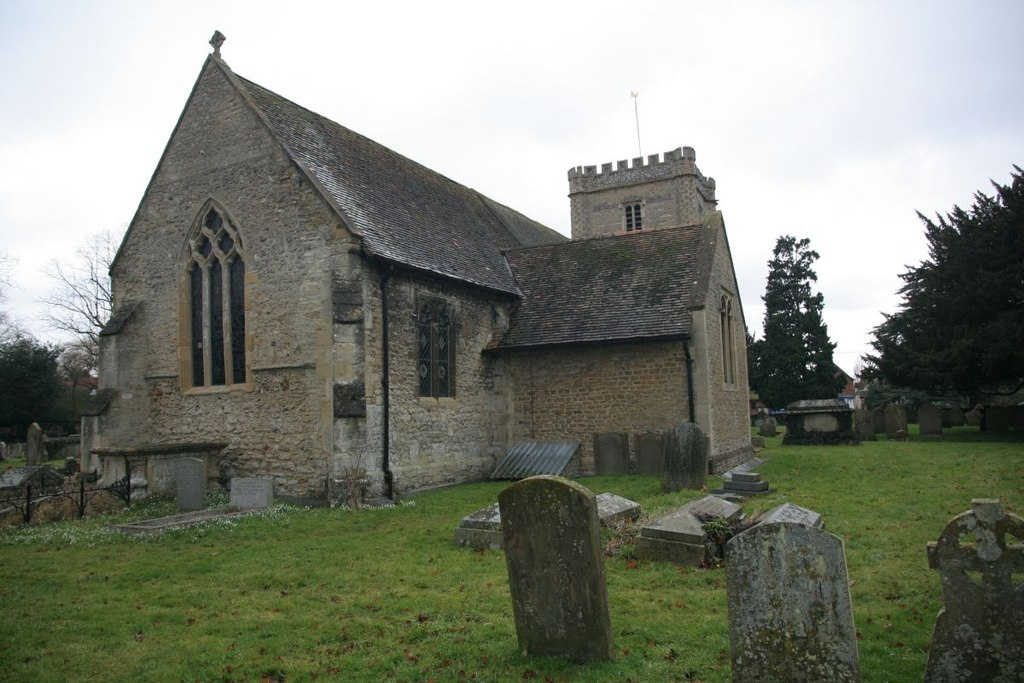
St Laurence, noordzijde